# Zollkommissariat
Die Zollkommissariate der Bundesrepublik Deutschland waren Teile der Bundeszollverwaltung und mit ihren Grenzaufsichtsstellen und Zollschiffstationen für die polizeiliche und zollrechtliche Überwachung der Grenzen des Bundesgebietes zuständig, soweit es sich dabei um Außengrenzen der Europäischen Union handelte. Die Grenzüberwachung erstreckte sich auf die Landgrenzen, die Küste, die Grenzgewässer und auf Nord- und Ostsee. Seewärts der Begrenzung des deutschen Küstenmeeres wurden zusätzliche Aufgaben wahrgenommen, z. B. Fischereischutz, Festlandsockelüberwachung (d. h. die Überwachung von unterseeischen Bergbau- und Schürfrechten), Umweltschutz- und Verkehrssicherungsaufgaben.
In zwei Küstenwachzentren wurde der Einsatz aller mit Vollzugsaufgaben auf See betrauten Behörden auf Nord- und Ostsee koordiniert. Einige Zollschiffstationen wurden für die Durchsuchung von aus dem Ausland kommenden Schiffen sowie für die Abfertigung von Schiffen eingesetzt.
Mit der Umsetzung des Projektes Strukturentwicklung Zoll sind die Aufgaben der Zollkommissariate auf die neugebildeten Kontrolleinheiten Grenznaher Raum und See übergegangen.

## Gliederung innerhalb der Zollverwaltung
- Bundesministerium der Finanzen
  - Bundesfinanzdirektion
    - Hauptzollamt
      - Zollkommissariat
        - Grenzaufsichtsstelle (GASt)
        - Zollschiffsstation